# 氟化钷
三氟化钷是一种无机化合物，化学式为PmF3，有放射性。

## 制备
三氟化钷可由氟气和钷或氧化钷反应得到：
2 Pm2O3 + 6 F2 —300℃→ 4 PmF3 + 3 O2